# Litra C (II)
Litra C er et dansk damplokomotiv ejet af DSB. Litra C blev bygget i 19 eksemplarer. C 701-705 blev bygget af Maschinenfabrik Esslingen i 1903 og C 706-719 af Berliner Maschinenbau AG i 1909.
Lokomotivet svarede i stort omfang til de tidligere leverede litra K men havde dog indvendige cylindre samt større kedel og vandforråd. Lokomotivet vejede 69,6 tons og måtte køre 100 km/t. Det kunne trække et eksprestog på 180 tons, et persontog på 300 tons eller et godstog på 480 tons. Lokomotivet var 14,82 m langt over puffer inkl. tender, og hjulstillingen var 2B0 T3.
Lokomotiverne kørte kun øst for Storebælt, hvor de især blev brugt til persontog på Nordvestbanen og Sydbanen. De kunne dog også ses en del på Vestbanen, Nordbanen og Kystbanen. De sidste lokomotiver af typen blev taget ud af brug i 1967. C 708 er bevaret af Danmarks Jernbanemuseum.